# Alouatta mauroi
Alouatta mauroi é uma espécie de  bugio fóssil, encontrado no sítio paleontológico da Gruta dos Brejões, na Bahia. Foi descrito a partir de fragmentos da face, com a maxila e parte da órbita. Os ossos do crânio, frontal e parietal, estão parcialmente preservados. O nome foi dado em homenagem a Mauro Agostinho C. Ferreira, vice-curador do Paleontologia de Vertebrados no Museu de Ciências Naturais da Pontifícia Universidade Católica de Belo Horizonte. Possuía dentes grandes se comparado com as espécies atuais, e na sua área de ocorrência também existia outras espécies de macacos do Novo Mundo de grande porte, como Protopithecus e Caipora.